# Erich Wappler
Erich Wappler (* 17. Mai 1926 in Bernsbach, Kreis Aue; † 27. Mai 1974 in Berlin) war ein deutscher SED-Funktionär. Er war Kandidat des ZK der SED sowie Leiter der Abteilung Planung und Finanzen des ZK der SED.

## Leben
Wappler, Sohn eines Fabrikationsklempners, absolvierte nach dem Besuch der Handelsschule von 1942 bis 1944 eine Berufsausbildung zum Bankkaufmann. Er leistete anschließend Kriegsdienst in der Wehrmacht und geriet im November 1944 in US-amerikanische Kriegsgefangenschaft. Nach seiner Entlassung aus der Kriegsgefangenschaft im Dezember 1945 war er zunächst 1946/1947 als Neulehrer in Carlsfeld tätig, ehe er bis 1949 als Bankkaufmann in Aue arbeitete.
1949 wurde er Mitglied der SED. Nach einem Studium an der Finanzschule in Radebeul von 1950 bis 1953 war er als Direktor der Filiale der Deutschen Notenbank in Aue tätig, ehe er 1953 erneut an der Finanzschule in Radebeul studierte. Anschließend wurde Wappler Erster Sekretär der SED-Parteiorganisation der Deutschen Notenbank in Berlin und nach einem Studium  an der Parteihochschule „Karl Marx“ von 1955 bis 1958 Leiter einer Abteilung der Deutschen Notenbank.
1960 wechselte er als politischer Mitarbeiter in die Abteilung Planung und Finanzen im ZK der SED und wurde dort nach Verwendungen als Arbeitsgruppenleiter und Sektionsleiter im Januar 1967 stellvertretender Abteilungsleiter.

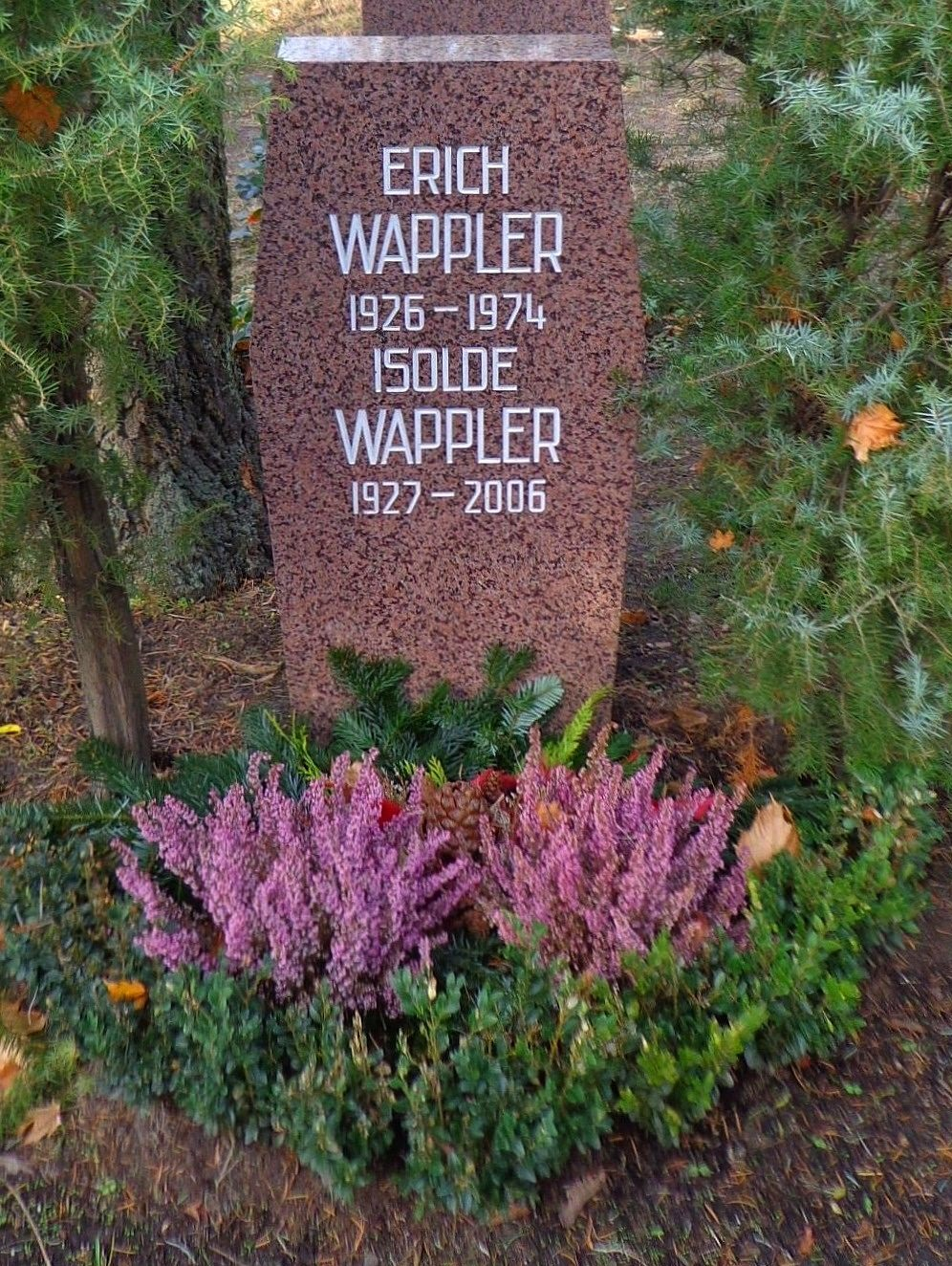
Grabstätte

Zuletzt wurde Wappler im April 1969 Nachfolger von Karl Hengst als Leiter der Abteilung Planung und Finanzen im ZK der SED. Wappler war zudem von 1971 bis 1974 auch Kandidat des ZK der SED. Nach seinem Tod wurde sein bisheriger Stellvertreter Günter Ehrensperger neuer Leiter der Abteilung Planung und Finanzen.
1969 wurde Wappler mit dem Vaterländischen Verdienstorden in Silber ausgezeichnet. Seine Urne wurde in der Grabanlage Pergolenweg des Berliner Zentralfriedhofs Friedrichsfelde beigesetzt.